# Miroslav Filip
Miroslav Filip (* 27. října 1928, Praha – 27. dubna 2009, Praha) byl jeden z nejúspěšnějších českých šachových velmistrů, šachový publicista a rozhodčí.

## Životopis
Mezinárodním velmistrem se stal v roce 1955. Už v roce 1954 se stal mistrem světa na šampionátu vysokoškolských družstev v Oslo, kde hrál za Československo na první šachovnici.
Je dosud nejúspěšnějším českým šachistou v systému turnajů Mezinárodní šachové federace FIDE o titul mistra světa, když se dvakrát probojoval do turnajů kandidátů. V roce 1955 se dělil o sedmé místo v mezipásmovém turnaji MS v Göteborgu a v turnaji kandidátů v Amsterodamu obsadil osmé místo (8 b. z 18 partií). V mezipásmovém turnaji v roce 1961 ve Stockholmu se dělil o čtvrté místo a znovu postoupil na turnaj kandidátů do Curacaa, kde se dělil o sedmé místo, přestože porazil exmistra světa Tala.
Ze svých dvanácti účastí na šachových olympiádách nastoupil třikrát na první šachovnici, celkem dosáhl ve 194 partiích bilance +62 -28 =104. Tým s Filipem ve svých řadách skončil nejlépe čtvrtý v letech 1952, 1954 a 1972. V roce 1957 obsadilo Československo s Filipem na první šachovnici třetí příčku na mistrovství Evropy družstev, Filip dosáhl druhého nejlepšího individuálního výsledku; v roce 1970 byl dokonce individuálně nejlepší na druhé šachovnici (+3 -0 =4), ale tým skončil pátý.
Vyhrál nebo dělil první místo na řadě mezinárodních turnajů (Mariánské Lázně 1956 a 1960, Buenos Aires 1961, Bern 1975, Soluň 1983). V roce 1957 porazil v turnajové partii aktuálního mistra světa Vasilije Smyslova. Dvakrát vyhrál mistrovství Československa samostatně (1952 a 1954), dvakrát se o první místo dělil (1950 s Fichtlem a 1953 s Pachmanem).
V roce 1980 ukončil svou profesionální šachovou kariéru, dál ale byl v šachu činný jako funkcionář, rozhodčí nebo publicista a propagátor. V roce 1982, kdy Československo obsadilo na Šachové olympiádě historické druhé místo, byl nehrajícím kapitánem. Rozhodoval několik zápasů o titul mistra světa. Vedl šachovou rubriku deníku Sport, psal do časopisu Československý šach i do zahraničních periodik. Šachy propagoval i v Československém rozhlasu a jako první také v Československé televizi.
Je autorem knih "Turnaj kandidátů mistrovství světa : Amsterodam 1956" (1958), "Sto dní v Baguiu" (1979), "Celý svět se od nich učí" (1980) a dalších.
V anketě veřejnosti ke 100 letům organizovaného šachu v českých zemích byl vyhlášen šestým nejlepším českým šachistou století.